# Sant Climent de Nargó Nou
Sant Climent de Nargó Nou és una església de Coll de Nargó (Alt Urgell) protegida com a bé cultural d'interès local.

## Descripció
Es tracta d'un edifici religiós de tres naus coberta amb volta de llunetes. A l'exterior són visibles els contraforts de la nau central. Porta adovellada amb arcs motllurats i ull de bou al frontis torre campanar de planta quadrada.